# قلعه قزلرقلعه
قلعه قزلرقلعه مربوط به دوره ساسانیان است و در شهرستان جاجرم، بخش جلگه شوقان، دهستان شوقان، ۱ کم شمال روستای جغدی واقع شده و این اثر در تاریخ ۲۶ اسفند ۱۳۸۶ با شمارهٔ ثبت ۲۲۲۱۳ به‌عنوان یکی از آثار ملی ایران به ثبت رسیده‌است.